# MUSYNC
『MUSYNC』（簡体字中国語：同步音律）は、中国のゲーム会社であるI-Infernoが開発し2014年6月26日に配信された音楽ゲーム。
2018年6月21日配信のPlayStation 4 / PlayStation Vita / Nintendo Switch版以降の作品タイトルは『MUSYNX』となっている。

## 概要
最初にリリースされたPlayStation Mobile版はコナミデジタルエンタテインメントの『beatmania』に似た垂直落下式の音楽ゲームで、システム面やプレイ画面等はPENTAVISIONの『DJMAX』に近い。
iOS / Android版からはシステムを大幅に変更し、Rayarkの『Deemo』のように画面奥から手前に向けてノートが流れてくるUIとなっている。特徴として楽曲毎にプレイスキンが用意されている。